# Леденик (Кошка)
45°31′ пн. ш. 18°14′ сх. д. / 45.51° пн. ш. 18.24° сх. д.
Леденик (хорв. Ledenik) — населений пункт у Хорватії, в Осієцько-Баранській жупанії у складі громади Кошка.

## Населення
Населення за даними перепису 2011 року становило 189 осіб.
Динаміка чисельності населення поселення:

## Клімат
Середня річна температура становить 11,02 °C, середня максимальна – 25,42 °C, а середня мінімальна – -6,16 °C. Середня річна кількість опадів – 696 мм.
| Клімат поселення                              | Клімат поселення | Клімат поселення | Клімат поселення | Клімат поселення | Клімат поселення | Клімат поселення | Клімат поселення | Клімат поселення | Клімат поселення | Клімат поселення | Клімат поселення | Клімат поселення | Клімат поселення |
| Показник                                      | Січ.             | Лют.             | Бер.             | Квіт.            | Трав.            | Черв.            | Лип.             | Серп.            | Вер.             | Жовт.            | Лист.            | Груд.            |                  |
| Середній максимум, °C                         | 5,76             | 8,08             | 12,70            | 17,22            | 22,21            | 25,42            | 25,28            | 24,77            | 20,63            | 15,29            | 9,38             | 5,41             |                  |
| Середня температура, °C                       | −0,2             | 2,10             | 6,73             | 11,24            | 16,26            | 19,48            | 21,28            | 20,74            | 16,60            | 11,29            | 5,39             | 1,40             |                  |
| Середній мінімум, °C                          | −6,16            | −3,85            | 0,78             | 5,29             | 10,29            | 13,50            | 17,26            | 16,72            | 12,60            | 7,25             | 1,35             | −2,6             |                  |
| Норма опадів, мм                              | 43               | 41               | 41               | 54               | 65               | 90               | 63               | 62               | 52               | 61               | 69               | 55               |                  |
| Середньомісячна швидкість вітру, м/с          | 2.20             | 2.41             | 2.70             | 2.60             | 2.30             | 2.13             | 2.10             | 1.90             | 1.90             | 2.00             | 2.10             | 2.21             |                  |
| Середньомісячна сонячна радіація, кДж/м²·день | 4241             | 6937             | 10856            | 15298            | 19266            | 21304            | 22214            | 20233            | 14943            | 9272             | 4774             | 3571             |                  |
| --------------------------------------------- | ---------------- | ---------------- | ---------------- | ---------------- | ---------------- | ---------------- | ---------------- | ---------------- | ---------------- | ---------------- | ---------------- | ---------------- | ---------------- |
| Джерело:                                      |                  |                  |                  |                  |                  |                  |                  |                  |                  |                  |                  |                  |                  |